# Бой при Турно (1854)
Бой при Турно — один из боёв во время Крымской войны, произошедший 16 (28) апреля 1854 года в ходе Дунайской кампании. 
Воспользовавшись ослаблением русского отряда, стоявшего напротив Никополя, утром 16 (28) апреля турки переправили из своей крепости на северный берег Дуная около 800 человек десанта, которые засели за валом старого укрепления. Дивизион Одесского уланского полка и три сотни казаков при поддержке установленных у устья реки Осьмы батарей, обстрелявших противника картечью, атаковал турок и опрокинул их в реку.
Высаженный второй эшелон десанта численностью около 1000 человек отбросил улан и казаков и снова занял укрепление. Отправленные из Турно генерал-майором А. К. Баумгартеном два батальона Тобольского пехотного полка при поддержке 8 орудий контратаковали турок и, несмотря на канонаду никопольских батарей, выбили противника из шанцев.
Одновременно с контратакой тобольцев орудиями конной артиллерии было потоплено одно турецкое судно, приближавшиеся с десантом к левому берегу, а другое захвачено. В плен взято 123 солдат противника.
На следующую ночь, по распоряжению генерал-майора Баумгартена, остатки турецких ретраншементов на левом берегу Дуная были срыты, и таким образом вылазки турок на северный берег реки надолго прекращены. Турки, опасаясь ответных вылазок русских на Никополь, 19 апреля (1 мая) усилили гарнизон двумя тысячами человек пехоты.